# Patrick Bechter
Christoph Kornberger (ur. 2 sierpnia 1982 w Dornbirn) – austriacki narciarz alpejski, złoty medalista mistrzostw świata juniorów.

## Kariera
Po raz pierwszy na arenie międzynarodowej Christoph Kornberger pojawił się 25 listopada 1997 roku w Hochgurgl, gdzie w zawodach FIS Race zajął 80. miejsce w gigancie. W 2001 roku brał udział w mistrzostwach świata juniorów w Verbier, gdzie zdobył złoty medal w kombinacji. W zawodach tych wyprzedził bezpośrednio Włocha Lucę Tiezza oraz swego rodaka, Christopha Kornbergera. Na tej samej imprezie był też między innymi czwarty w gigancie, przegrywając walkę o podium z Włochem Peterem Fillem o 0,06 sekundy. Podczas rozgrywanych rok później mistrzostw świata juniorów w Tarvisio jego najlepszym wynikiem było ósme miejsce w supergigancie. W zawodach Pucharu Świata zadebiutował 22 listopada 2003 roku w Park City, nie kwalifikując się do drugiego przejazdu w gigancie. Pierwsze pucharowe punkty wywalczył 18 grudnia 2005 roku w Alta Badia, zajmując siedemnaste miejsce w tej samej konkurencji. Najlepszą lokatę w zawodach tego cyklu osiągnął 7 stycznia 2006 roku w Adelboden, zajmując ósme miejsce w gigancie. Najlepsze wyniki osiągnął w sezonie 2008/2009, kiedy zajął 72. miejsce w klasyfikacji generalnej. W 2002 roku został mistrzem Austrii w slalomie. Nie startował na mistrzostwach świata ani igrzyskach olimpijskich.

## Osiągnięcia

### Mistrzostwa świata juniorów
| Miejsce | Dzień     | Rok  | Miejscowość | Konkurencja | Czas biegu  | Strata  | Zwycięzca        |
| ------- | --------- | ---- | ----------- | ----------- | ----------- | ------- | ---------------- |
| 7.      | 5 lutego  | 2001 | Verbier     | Zjazd       | 1:30,23 min | +1,52 s | Thomas Graggaber |
| 4.      | 8 lutego  | 2001 | Verbier     | Gigant      | 2:08,79 min | +0,19 s | Hannes Reiter    |
| 14.     | 9 lutego  | 2001 | Verbier     | Slalom      | 1:25,72 min | +2,67 s | Stefan Kogler    |
| 1.      | 9 lutego  | 2001 | Verbier     | Kombinacja  | 40,53 pkt   | -       | -                |
| 11.     | 27 lutego | 2002 | Tarvisio    | Zjazd       | 1:26,85 min | +1,32 s | Adam Cole        |
| 8.      | 28 lutego | 2002 | Tarvisio    | Supergigant | 1:25,02 min | +0,98 s | Peter Fill       |
| DSQ2    | 2 marca   | 2002 | Tarvisio    | Slalom      | 1:30,46 min | -       | Steven Nyman     |

### Puchar Świata

#### Miejsca w klasyfikacji generalnej
- sezon 2005/2006: 75.
- sezon 2006/2007: 104.
- sezon 2008/2009: 72.
- sezon 2009/2010: 122.
- sezon 2010/2011: 135.

#### Miejsca na podium w zawodach
Bechter nie stawał na podium zawodów PŚ.